# 尚村 (绩溪县)
尚村，是中华人民共和国安徽省宣城市绩溪县家朋乡下辖的一个行政村。
2016年12月9日，尚村列为第四批中国传统村落。尚村“十姓九祠”,有十个姓氏九座祠堂。2023年，尚村祠堂群公布为绩溪县文物保护单位。